# 전지영의 스윗뮤직
김란아의 스윗뮤직은 경기방송의 라디오 주말 팝 음악 프로그램이다.
| 경기방송               |                              |                                                      |
| 이전                   | 김란아의 스윗뮤직            | 다음                                                 |
| 김동혁의 골든박스 탑텐 | 김란아의 스윗뮤직            | 하이큐 (토) 아이크와 함께하는 KFM 팝스 잉글리쉬 (일) |
| 낮 12시 10분 ~ 낮 2시  | 오후 4시 5분 ~ 오후 5시 30분 | 오후 5시 30분 ~ 저녁 6시                             |
|                        |                              |                                                      |